# Daya Nueva
Daya Nueva (em castelhano) ou Daia Nova (em valenciano) é um município da Espanha na província de Alicante, Comunidade Valenciana. Tem 7,09 km² de área e em 2021 tinha 1 757 habitantes (densidade: 247,8 hab./km²).

## Demografia
| Variação demográfica do município entre 1991 e 2004 | Variação demográfica do município entre 1991 e 2004 | Variação demográfica do município entre 1991 e 2004 | Variação demográfica do município entre 1991 e 2004 |
| --------------------------------------------------- | --------------------------------------------------- | --------------------------------------------------- | --------------------------------------------------- |
| 1991                                                | 1996                                                | 2001                                                | 2004                                                |
| 1199                                                | 1189                                                | 1244                                                | 1390                                                |